# 的里雅斯特中央车站
的里雅斯特中央车站（義大利語：Stazione di Trieste Centrale）是意大利东北部弗留利-威尼斯朱利亚大区的里雅斯特的火车总站。
车站于1857年开放，是一个终点站，有直达威尼斯、乌迪内和维也纳的铁路，以及通往的里雅斯特编组场的环形铁路，编组场附近有现已关闭的里雅斯特马尔齐奥广场火车站（Trieste Campo Marzio railway station）。
的里雅斯特中央车站目前由意大利铁路网（RFI）管理。然而，乘客大楼的商业区由 Centostazioni 管理。到发车站的列车服务由意大利列車（Trenitalia）运营。这些公司都是意大利国有铁路公司意大利國家鐵路(FS)的子公司。

## 位置
的里雅斯特中央火车站位于市中心以北的自由广场（Piazza della Libertà）。它位于特蕾西亚城（Borgo Teresiano）区的西端，毗邻旧自由港的里雅斯特港。

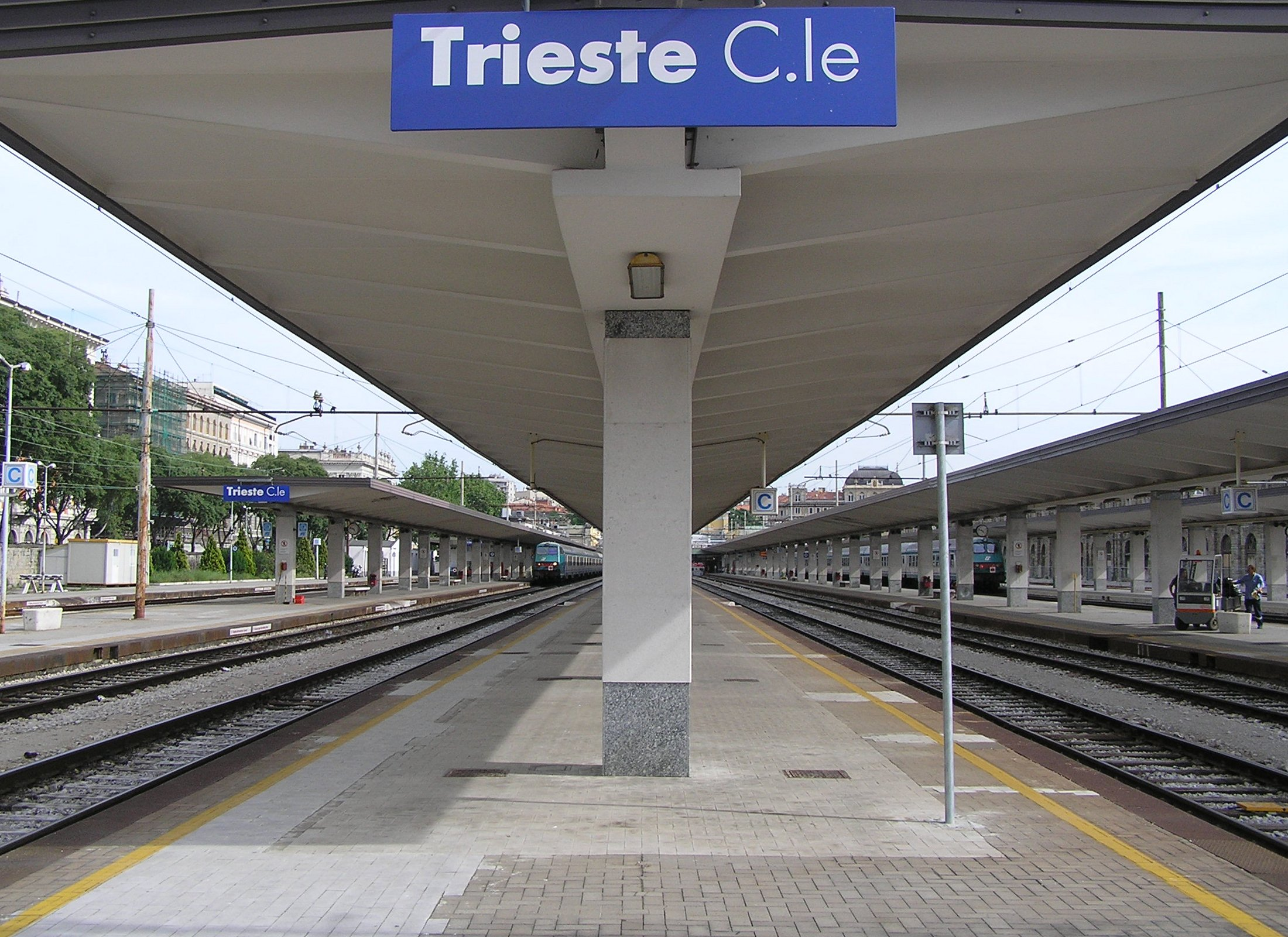